# (466950) 2016 AR127
(466950) 2016 AR127 es un asteroide perteneciente al cinturón de asteroides, descubierto el 10 de enero de 2007 por el equipo Spacewatch desde el Observatorio Nacional de Kitt Peak (Arizona, Estados Unidos).